# Хафорд (Саскачеван)
Хафорд (енгл. Hafford) је насељено место са административним статусом варошице у централном делу канадске провинције Саскачеван. Налази се на раскрсници магистралног друма 40 и локалног друма 340 на око 65 км источно од града Северни Бетлфорд, односно око 40 км западно од варошице Блејн Лејк. У близини варошице налази се слано језеро Редбери.

## Историја
Почетком 20. века у ово подручје се населила значајна група Украјинаца, тако да је Хафорд данас једно од највећих украјинских насеља у провинцији. Насеље је 1913. административно уређено као село. Године 1909. у насељу су подигнуте православна и римокатоличка црква. Насеље је 1950. задесио велики пожар који је нанео велике штете, али село је убрзо обновљено и крајем 60-их година 20. века број становника је достигао цифру од 600 житеља.
Од 1. јануара 1981. Хафорд је административно уређен као провинцијска варошица. 
Украјинско културно наслеђе у вароши је и данас видљиво, а сви натписи су двојезични (на енглеском и украјинском језику).

## Демографија
Према резултатима пописа становништва из 2011. у варошици је живело свега 397 становника у укупно 225 домаћинстава, што је за 10,3% више у односу на 360 житеља колико је регистровано  приликом пописа 2006. године.
| 2006. | 2011. |
| ----- | ----- |
| 360   | 397   |